# Frankfurt (Oder)-Rosengarten
Frankfurt (Oder)-Rosengarten – przystanek kolejowy we Frankfurcie nad Odrą, w kraju związkowym Brandenburgia, w Niemczech. Znajduje się tu 1 peron.
| Frankfurt (Oder)-Rosengarten |  |                                    |
| Linia Berlin - Guben         |  |                                    |
| Pillgramodległość: 5,2 km    |  | Frankfurt (Oder) odległość: 5,3 km |